# Acer pauciflorum
Acer pauciflorum — вид клена, який був знайдений лише в провінціях Аньхой і Чжецзян у східному Китаї. Росте у лісах на висотах від 500 до 1000 метрів

## Опис
Acer pauciflorum — багатостовбурне дерево заввишки до 15 метрів. Кора сіра або чорно-сіра. Гілочки тонкі, густо-біло-запушені; бруньки пурпурні. Листя розміром 40–55 × 25–75 мм, глибоко розрізані на частки, кожен лист зазвичай має 5 часток, іноді 7. Листки зверху темно-зелені, знизу вкриті білою шерстю. Суцвіття верхівкове, щиткоподібне. Чашолистків 5, яйцюваті чи яйцювато-видовжені, край війчастий, верхівка гостра або тупа. Пелюсток 5, широкояйцюваті. Тичинок 8, голі. Плід пурпурно-коричневий; горішки кулясті, 3–4 мм в діаметрі, запушені або голі; крило з горішком 9–20 × 5–7 мм, ± запушене, крила тупо розправлені. Цвітіння: травень, плодіння: вересень.

## Використання
Попри те, що цей вид нечасто зустрічається в садах, він має потенціал для садівництва, оскільки є принаймні один названий сорт.